# She's Strange (lied)
She's Strange is een single uit 1984 van de Amerikaanse band Cameo. Het is het titelnummer van hun tiende album. De single werd in eigen land hun eerste nr.1-hit in de r&b-chart en bleef daar vanaf april 1984 vier weken staan. In de Billboard Hot 100 en de Britse top 40 kwam het tot respectievelijk een 47e en een 37e plaats.   De bijbehorende videoclip werd geregisseerd door Dieter Trattmann.

## Samples
She's Strange werd gesampled door de volgende artiesten; 
- 2Pac; Young Niggaz van het album Me Against the World
- Nate Dogg; She's Strange van het album "G-Funk Classics, Vol. 1 & 2"
- Mr. Malik featuring Warren G & Hershey Locc; We Want Yo Hands Up
- Jermaine Dupri featuring Da Brat & Usher; The Party Continues van het album "Life in 1472"
- Snoop Dogg featuring Lil Duval; Kill 'em with the Shoulders